# Ото (Таранто)
Вижте пояснителната страница за други личности с името Ото.
Ото (на немски: Otto der Tarentiner; * 1319 или 1320; † 1 декември 1398, Фоджа) от фамилията Велфи, е херцог на Брауншвайг и Люнебург, княз на Брауншвайг-Грубенхаген и след женитбата му за Джована I от Неапол през 1376 г. княз на Таранто и граф на Ачера.

## Живот
Той е най-големият син на херцог Хайнрих II (1289 – 1351), основателят на Княжество Брауншвайг-Грубенхаген, и първата му съпруга Юта (1302 – 1330), родена маркграфиня на Бранденбург, дъщеря на маркграф Хайнрих I от Бранденбург и Агнес Баварска (1276 – 1340), сестра на император Лудвиг Баварски.
Понеже Дом Велфи се дели многократко, Ото не получава достатъчно наследство и, както баща му, тръгва за чужбина. Той става смел кондотиер в Италия и се бие за различни войски. На служба при братовчед му маркграф Джовани II Монфератски-Палеолог Ото участва през 1339 г. в боевете за Асти. През 1352 г. той напуска Немския орден и започва служба при крал Жан II от Франция. По това време през 1353 г. Ото се жени, с помощта на краля, за Виоланта (1320 или 1325 – пр. 1372), дъщерята на Беренгар дьо Виларагут и вдовица на крал Хайме III от Майорка († 1349). Така той получава огромно богатство. Малко след това Ото се връща отново в Италия. Там той става опекун на трите сина на Джовани II Монфератски. През 1354 г. той присъства на коронизацията на император Карл IV в Рим.
След смъртта на първата му съпруга Ото, който вече е прочут с подвизите си като генерал в различни походи в Италия, е предложен от папа Григорий XI за съпруг на овдовялата кралица Мария от Армения. Този план не се осъществява. Ото се жени на 25 септември 1376 г. за кралица Джована I от Неапол, и става нейният четвърти съпруг. Ото не получава кралската титла, но получава заедно с Княжество Таранто графството Ачера и няколко дворци в Прованс.
След смъртта на папа Григорий XI Ото и Джована поддържат антипапа Климент VII и го приемат в Неапол. Заради поддържането на Джована на Климент, папа Урбан VI я заплашва с нейното сваляне и кръстоносен поход. Урбан дава Кралство Неапол на Карл от Дурацо и го коронова през 1380 г. в Рим. Карл успява през 1381 г. да завладее Неапол и затваря Джована. Опитът на Ото заедно с брат му Балтазар, да освободи Джована не успява и двамата братя попадат също в плен. Джована, която не иска да се отказва от правата си, е удушена през 1382 г. преди да дойде Луи I Анжуйски, на когото тя е преписала наследството си, с войската си да ѝ помогне.
Ото е държан в среднострог затвор и е освободен през 1384 г. След престой в Сицилия той отива в Авиньон, където след смъртта на Лудвиг получава главното командване на войската на неговия наследник, Луи II Анжуйски. С тази войска той спечелва през лятото на 1387 г. отново Кралство Неапол за Лудвиг II Анжуйски. Понеже папа Климент VII не го назначава за генерал-капитан на кралството, той започва разочарован служба при противниците и заявява поддръжката си на наследника на Карл, Ладислав от Дурацо. Той не успява да завладее за тази партия отново Неапол. През 1392 г. Ото отново е затворен и за да си откупи свободата трябва да заложи Графство Ачера.
Последните си години Ото прекарва в Таранто и умира на 1 декември 1398 г. във Фоджа, където е погребан.